# 9021 Fagus
A 9021 Fagus (ideiglenes jelöléssel 1988 CT5) a Naprendszer kisbolygóövében található aszteroida. Eric Walter Elst fedezte fel 1988. február 14-én.